# ثالوث بابي
الثالوث البابي أو مايعرف بالمجال البابي، المنطقة البابية، أو المسار البابي عبارة عن ترتيب مميز في الكبد. وهو جزء مكون للفصيص الكبدي حيث يتكون من خمسة مكونات
- شريان كبدي مخصوص
- الوريد البابي
- القناة الصفراوية المشتركة
- أوعية لمفية
- فرع من العصب المبهم

التسمية الخاطئة للثالوث البابي تضمنت فقط أول ثلاثة مكونات وقد تمت تسميته بهذا الاسم قبل اكتشاف الأوعية اللمفية فيه. كما أنه قد يُعنى به كلاً من الفروع الكبيرة من هذه الأوعية التي تمر داخل الرباط الكبدي الاثناعشري و الفروع الصغيرة منها الموجودة داخل الكبد.
في الثواليث البابية الآصغر حجماً، تكون هذه الأوعية الأربعة موجودة داخل شبكة من النسيج الضام ومحاطة من كل الجهات بـخلايا كبدية. 

## الوصلات الخارجية
- صورة أنسجة : 15203Ioa-  نظام تعليم علم الأنسجة في جامعة بوسطن